# Tom Everett Scott
Thomas "Tom" Everett Scott, född 7 september 1970 i East Bridgewater i Massachusetts, är en amerikansk skådespelare. Han spelar bland annat rollen som Guy Patterson i musikalkomedin That Thing You Do! och Andy McDermott i skräckkomedin En amerikansk varulv i Paris, som båda är ledande huvudroller. Han medverkar också i andra filmer som Boiler Room, One True Thing, Dead Man on Campus, The Love Letter, Tre systrar & en mamma, La La Land och Clouds.
Scott är sedan den 13 december 1997 gift med Jenni Gallagher, som han träffade på Syracuse University. Makarna har två barn tillsammans.

## Filmografi (i urval)

### Filmer
| - 1996 – That Thing You Do! - 1997 – En amerikansk varulv i Paris - 1998 – One True Thing - 1998 – Dead Man on Campus - 1999 – The Love Letter - 1999 – Vad vinden sår - 2000 – Boiler Room - 2002 – Van The Man (i USA mer känd som Van Wilder) - 2006 – Air Buddies – Valpgänget på äventyr (röstroll) - 2007 – Tre systrar & en mamma | - 2008 – Snow Buddies – Valpgänget i Alaska (röstroll) - 2009 – Race to Witch Mountain - 2011 – Milo mot Mars - 2012 – Parental Guidance - 2012 – Tomtetass 2: Julens hjältar (röstroll) - 2013 – Enemies Closer - 2016 – La La Land - 2017 – Diary of a Wimpy Kid: The Long Haul - 2020 – Clouds |

### TV-serier
| - 1993 – I lagens namn (TV-serie) (även 2008–2009) - 1995–1997 – Inte bara morsa (TV-serie) - 2002–2003 – Do Over (TV-serie) - 2002–2003 – Cityakuten (TV-serie) - 2003 – Will & Grace (TV-serie) - 2004 – Justice League Unlimited (TV-serie) (röstroll) - 2005 – Stacked (TV-serie) - 2008 – Cashmere Mafia (TV-serie) - 2008 – Sons of Anarchy (TV-serie) - 2009 – Batman: Den tappre och modige (TV-serie) (röstroll) - 2009–2013 – Southland (TV-serie) | - 2012 – GCB (TV-serie) - 2014 – Beauty & the Beast (TV-serie) - 2014 – Z Nation (TV-serie) - 2015 – How to Get Away with Murder (TV-serie) - 2015 – Criminal Minds (TV-serie) - 2015–2016 – Scream (TV-serie) - 2015–2016 – Reign (TV-serie) - 2016 – Elementary (TV-serie) - 2017–2019 – Tretton skäl varför (TV-serie) - 2019 – God Friended Me (TV-serie) - 2020 – Hjälphunden Dude (TV-serie) - 2022 – Sommaren jag blev vacker (TV-serie) |